# Gaia-X
Gaia-X es una iniciativa europea del sector privado para la creación de una infraestructura de datos abierta, federada e interoperable, constituida sobre los valores de soberanía digital y disponibilidad de los datos, y el fomento de la Economía del Dato. Se busca crear un ecosistema en el que los datos de entidades europeas estén disponibles y sean compartidos en un entorno confiable y gestionado de acuerdo a los principios europeos de descentralización, apertura, transparencia, soberanía e interoperabilidad.

## Objetivos
Gaia-X persigue desarrollar una capa de software abierto de control, gobernanza e implementación de un conjunto común de políticas
y reglas que se aplicarán a cualquier tecnología de borde/nube existente para obtener transparencia, soberanía e interoperabilidad de sus datos y servicios. 
Así, el objetivo es desarrollar el marco tecnológico y de operación de los denominados Gaia-X Federation Services, un modelo de servicios de compartición de datos basado en la construcción de ecosistemas federados que garantizan la confianza y la soberanía en dicha actividad.
El marco tecnológico se constituye por:
- La especificación de una arquitectura tecnológica de referencia.
- La implementación mediante código abierto de componentes de dicha arquitectura de referencia.
- La provisión de un sistema automatizado de pruebas de conformidad para la validación tecnológica de componentes y servicios que sigan el estándar definido por Gaia-X.

Se busca la preservación de una «soberanía de datos» europea frente a «tendencias oligopolísticas en la economía de plataformas», la reducción de la «dependencia» de «proveedores internacionales», el aumento del atractivo de los «servicios en la nube a gran escala» mediante ofertas de servicios más fiables y la creación de un «ecosistema para las innovaciones», de modo que «los que impulsan la innovación sean también los que se benefician económicamente de ella».
Los principios de Gaia-X son:
1. Apertura: especificaciones y código a disposición de todos los usuarios.
2. Transparencia: disponible para  que los usuarios examinen las características de los servicios en un entorno de confianza
3. Soberanía: autodeterminación desde una perspectiva digital y técnica, independencia de la     infraestructura tecnológica subyacente
4. Acorde a principios FAIR: entorno que facilita la encontrabilidad, accesibilidad, interoperabilidad y reutilización
5. Independencia: proyecto independiente que se financia con las cuotas de sus asociados.
6. Inclusivo: abierto a cualquier miembros o país dentro o fuera de Europa.
7. Gratuito: código y especificaciones sin costes añadidos.
8. Federado: organizado bajo el modelo de nube distribuida donde materializar espacios de intercambio y utilización de datos.
9. Innovador: integrando conceptos emergentes: arquitecturas descentralizadas, consenso distribuido, compute to data, etc.
10. Evolutivo: sujeto al principio de mejora continua.

## Propuestas
Gaia-X ofrece servicios de compartición de datos y de recursos de computación. Un participante puede escoger dónde buscar, consumir u ofrecer sus recursos. A su vez, los diferentes ecosistemas de compartición así conformados se pueden llegar a interconectar.
Gaia-X define los conceptos técnicos, así como la gobernanza, para la interoperabilidad de conjuntos de datos e infraestructuras de datos, asumiendo el papel de orquestador, mediando entre proveedores y consumidores de datos vía los servicios federados, y creando un desacoplamiento físico entre la capa de datos y la capa de infraestructuras.
Gaia-X agrupa a todos los proveedores de servicios (Federators) en una misma categoría, independientemente de si el servicio (Federation Services GXFS) que ofrece es de intermediación, de confianza o de soberanía. Los Servicios de la Federación Gaia-X (GXFS) representan los requisitos y servicios técnicos mínimos necesarios para configurar y operar un ecosistema de infraestructura de datos autónomo basado en la nube (Federación).
Los servicios federados son:
- Los servicios para la identificación de participantes y funcionalidades, y por tanto sirven para ofrecer confianza
- Los que forman el catálogo de proveedores y servicios
- Los servicios para el intercambio de datos en base a las políticas y acuerdos suscritos;
- Los servicios relativos a las certificaciones, cumplimiento y conformidad.

Así, se propone un ecosistema descentralizado y autónomo:
- Es autónomo porque cada Federator ofrece servicios (Federation Services) para proveer y consumir recursos entre los participantes que están conectados a él, sin depender de servidor externo alguno. Es decir, un Federator y los participantes que tiene asignados constituyen una entidad autónoma, formando  entre sí un ecosistema.
- Es descentralizado porque, aunque autónomo, un ecosistema no está aislado sino que forma parte de un sistema mayor; se encuentra conectado a una red de ecosistemas que se comunicarían mediante los Federators.

## Implementación
La iniciativa de Gaia-X comenzó a ver la luz en octubre de 2019, cuando los ministerios de asuntos económicos de Francia y Alemania presentaron el proyecto. Desde entonces, su crecimiento ha sido exponencial. A finales de 2020, se impulsa una cumbre que desemboca en la fundación de la asociación de Gaia-X AISBL. La Gaia-X European Association for Data & Cloud AISBL (en adelante, Gaia-X) es una iniciativa fundada como asociación sin ánimo de lucro bajo la legislación belga en 2021 (desarrollada desde finales de 2019) que en la actualidad cuenta con 324 miembros de todo el mundo. Empresas, asociaciones, instituciones de investigación, administraciones y políticos han unido sus fuerzas para trabajar juntos en la iniciativa. España forma parte del Government Advisory Board de Gaia-X.
Los Servicios de la Federación Gaia-X (GXFS) se están desarrollando a lo largo de los paquetes de trabajo Identidad y Confianza, Catálogo Federado, Servicios de Soberanía de Datos, Cumplimiento. Se está generando especificaciones técnicas y código de fuente abierto, que sea   mejorado continuamente y puesto en producción por la Comunidad Gaia-X.
La fase de implementación tendría una fecha de finalización próxima a abril de 2022, con finalización de la fase de aseguramiento de la calidad en junio. Mientras, dado que Gaia-X aún no cuenta con productos maduros, se reconocen otras arquitecturas e implementaciones alineadas con sus principios que emplean tecnologías desarrolladas por otras organizaciones, como por ejemplo la International Data Spaces Association(IDSA), que forman parte de la asociación y que proporcionan especificaciones de código abierto.

## Hub nacional de Gaia-X en España
En España, a mediados de 2021, el Ministerio de Asuntos Económicos y Transformación Digital, a través de la Secretaría de Estado de Digitalización e Inteligencia Artificial, impulsó la creación del hub nacional de Gaia-X. El hub se constituyó formalmente como asociación en marzo de 2022, teniendo su sede en la ciudad de Talavera de la Reina, aglutinando a  entidades del sector sector privado, tanto grandes empresas como pymes y start-ups y del público (administraciones, universidades y centros de investigación e innovación).
Con la Asociación Gaia-X España se crea un hub de la economía del dato para desarrollar el tejido empresarial nacional centrado en la creación de espacios de datos abiertos para promover su compartición de forma segura.